# William Gibson
William Ford Gibson (* 17. března 1948 Conway, Jižní Karolína) je jeden z nejznámějších autorů kyberpunku.

## Život
Jeho otec pracoval v továrně, ve které byla vyrobena první atomová bomba (Oak Ridge). V 19 letech se vyhnul povinnosti narukovat do Vietnamské války tím, že se odstěhoval ze Spojených států do Kanady. Tam žil ve Vancouveru až do roku 1972. Nyní je ženatý a má dvě děti.
Psát začal již v době studií na universitě v Britské Kolumbii, kde vystudoval anglickou literaturu.

## Dílo
V roce 1984 jeho první novela Neuromancer získala cenu HUGO, Philip K. Dick memorial Award a Nebulu. V Neuromancerovi se poprvé objevily pojmy jako kyberprostor, virtuální realita, Matrix a Internet, což napomohlo ke zpopularizování těchto pojmů. Autor uvádí, že jeho dílo ovlivnil W. S. Burroughs.
Český literární časopis A2 zařadil jeho román Rozpoznání vzorů mezi nejlepší světové prózy po roce 2000.

### Romány
- Neuromancer – 1984, Neuromancer (první díl trilogie Sprawl)
- Hrabě Nula – 1986, Count Zero (druhý díl trilogie Sprawl)
- Zběsilá jízda – 1988, Mona Lisa Overdrive (třetí díl trilogie Sprawl)
- Mašina zázraků – 1990, The Difference Engine (s Brucem Sterlingem)
- Virtuální světlo – 1993, Virtual Light (první díl trilogie Bridge)
- Idoru – 1996, Idoru (druhý díl trilogie Bridge)
- Všechny párty zejtřka – 1999, All Tomorrow's Parties (třetí díl trilogie Bridge)
- Rozpoznávání vzorů – 2003, Pattern Recognition (první díl trilogie Bigend)
- Země slídilů – 2007, Spook Country (druhý díl trilogie Bigend)
- Zero History – 2010 (třetí díl trilogie Bigend)
- Médium – 2014, The Peripheral (první díl trilogie Jackpot)
- Působnost – 2020, Agency (druhý díl trilogie Jackpot)
- Jackpot – ještě nevyšlo, (třetí díl trilogie Jackpot)

### Sbírky a povídky
- Fragmenty hologramové růže – 1977, Fragments of a Hologram Rose
- Johnny Mnemonic – 1981
- Gernsbackovo kontinuum – 1981, The Gernsback Continuum
- Svůj k svému – 1981, The Belonging Kind, s Johnem Shirleym
- Zapadákov – 1981, Hinterlands
- Hotel Nová růže – 1981, New Rose Hotel
- Jak vypálit Chrome – 1982, Burning Chrome
- Rudá hvězda, zimní orbita – 1983, Red Star, Winter Orbit, s Brucem Sterlingem
- Zimní tržiště – 1985, The Winter Market
- Na život a na smrt – 1985, Dogfight, s Michaelem Swanwickem
- Jak vypálit Chrome – 1986, Burning Chrome; sbírka deseti Gibsonových raných povídek, někdy překládáno jako „Vypálit Chrom“ (starší)

### Ostatní
- Jako v televizi – 1990, Doing Television; rozšířeně i název „Darwin“
- Štípařův pokoj – 1990, Skinner's Room
- Kyber-Klaus-Vánoční hvězdy – 1991, Cyber-Claus
- Thirteen Views of a Cardboard City – 1997